# NGC 5619
NGC 5619 (również PGC 51610 lub UGC 9255) – galaktyka spiralna (Sb), znajdująca się w gwiazdozbiorze Panny. Odkrył ją John Herschel 10 kwietnia 1828 roku. Jest zaliczana do radiogalaktyk.